# 목요일의 플루트
《목요일의 플루트》(木曜日のフルット)는 이시구로 마사카즈의 만화이다. 《주간 소년 챔피언》에서 2009년 6호부터 연재중. 《별책 소년 챔피언》(동사간)에서 《별책 목요일의 플루트》(別冊 木曜日のフルット)라는 타이틀로 2012년 7월호(창간호)부터 2018년 12월호까지 병행연재하였다(《목요일의 플루트》의 일부로서 단행본에 수록).
반 도둑고양이 플루트와 그 플루트의 반 사육주 구지라이 사나를 중심으로 도둑고양이 사회와 인간 사회의 일상을 가볍게 그려낸 두쪽짜리 쇼트 개그 작품. 통상의 이시구로 작품과는 달리 등장인물은 모두 3두신으로 데포르메되었다. 2008년까지 《주간 소년 챔피언》에서 연재되던 《현대괴기회권》처럼 매주 지면 최후미에 게재된다. 원래는 10회 한정으로 연재될 예정이었으나 그대로 정식 연재하게 되었다.
각화의 서브 타이틀은 '○○의 권'으로 통일되어 '플루트의 권 (회수)' 또는 '구지라이 선배의 권 (회수)'(여기서 회수는 원숫자) 같이 적히고는 한다. 원래는 플루트와 사나의 세계와는 전혀 동떨어진 무대의 스토리인 회가 혼재하였으나 연재개시 10주를 전후하여 플루트와 사나의 세계를 중심으로 한 회가 많아지게 되었다.
타이틀 로고는 손글씨로 매주 디자인이 다르다. 난외 하단에는 '이 작품은 픽션으로서...'라는 구해(求解)의 글이 적히는데, 매회 '션'으로 끝나는 말을 사용한 네타를 집어넣고 있으며 단행본에도 실린다. 이 네타는 작가 자신이 아니라 담당편집자가 쓴다고 한다.
단행본의 게재순은 잡지 게재순과 차이가 있으며, 일부 초기회는 단행본에 아직 수록되지 않은 것도 있다.